# Leandro Silva Wanderley
Leandro Silva Wanderley, meglio noto solo come Leandro (Rio de Janeiro, 19 aprile 1979), è un ex calciatore brasiliano, di ruolo difensore.

## Palmarès

### Club
- Campionato Baiano: 3

Vitória: 1999, 2000, 2002
- Copa do Nordeste: 1

Vitória: 1999
- Campionato Mineiro: 4

Cruzeiro: 2003, 2004, 2006
Atlético Mineiro: 2010
- Coppa del Brasile: 1

Cruzeiro: 2003
- Campionato brasiliano: 1

Cruzeiro: 2003
- Campionato paulista: 1

Palmeiras: 2008

### Individuale
- Bola de Prata: 1

1999